# Кардона, Маноло
Маноло Кардона (исп. Manuel Julián Cardona Molano; род. 25 апреля 1977, Попаян) — колумбийский актёр.

## Биография
- В 14 лет состоялся дебют на телевидении — рекламировал обувь. Выступал как модель на подиуме.
- В 1995 году переехал в столицу Колумбии город Боготу. Учился в университете по специальности — финансы и международные отношения.
- Дебютировал в сериале «Отцы и сыновья» в роли Никола Франко.
- Первая громкая популярность пришла к Маноло Кардоне после одной из основных ролей в теленовелле «Какого черта?»
- Занимался параллельно компьютерными технологиями, открыл портал в Интернете subastaplaza.com.
- Продолжал сниматься в сериалах (Гектор Афанадор в теленовелле «Amor a Mil» (2001), Мартин Гонсалес в «Картеле / El Cartel de Los Sapos» и др.)
- Также снялся как Сэм Кортес в фильме Раджа Госнела «Крошка из Беверли-Хиллз / Beverly Hills Chihuahua»

В картине Хавьера Фуэнтес-Леона «Подводное течение» Маноло Кардона великолепно передал всю глубину души своего героя Сантьяго — чистое сердце и искреннюю любовь к Мигелю (Кристиану Меркадо).

## Фильмография
- Какого черта? (сериал) (1999) Juan 'Diablo' Cantor
- Похититель сердец (сериал) (2003) Gustavo Velasco
- Цыгане (сериал) (2004—2005) Sebastián Domínguez
- Росарио — Ножницы (2005) Emilio
- Жена моего брата (2005) Gonzalo
- Марина (сериал) (2006—2008) Ricardo Alarcón Morales #2
- В последний момент (сериал) (2007—2009) Pablo
- Картель (сериал) (2008) Martín
- Крошка из Беверли-Хиллз (2008) Sam Cortez
- Без бюста нет рая (сериал) (2008—2009) Martín La Roca
- Подводное течение (2009) Сантьяго
- Последняя смерть (2009) David